# Tribut der einhundert Jungfrauen
Der Tribut der einhundert Jungfrauen (spanisch: El tributo de las cien doncellas) ist eine mittelalterliche spanische Legende. Ihr Inhalt ist frei erfunden, aber kulturhistorisch bedeutsam. 

## Legende
Der Jungfrauentribut soll als Zeichen der Unterwerfung des christlichen Königreichs Asturien unter das Emirat von Córdoba in den letzten Jahrzehnten des 8. Jahrhunderts eingeführt und einige Zeit entrichtet worden sein. Die Legende erzählt, dass der asturische König Mauregato mit der Hilfe des Emirs Abd ar-Rahmans I. den asturischen Thron bestieg und sich zum Dank dafür verpflichtete, den Muslimen alljährlich einhundert christliche Jungfrauen zu überlassen. Später rebellierten die Grafen Arias und Oveco gegen König Mauregato und töteten ihn aus Rache für den Abschluss des Tributvertrages. Sein Nachfolger König Bermudo I. versuchte erfolglos, den Tribut durch eine Geldzahlung zu ersetzen. Auf Bermudo folgte Alfons II., der jede Tributzahlung verweigerte und die Mauren in der Schlacht von Lodos schlug, was zur Einstellung des Tributes führte.
Abd ar-Rahman II. soll später wieder den Tribut der einhundert Jungfrauen von Ramiro I. (842–850) gefordert haben. Dieser lehnte das Ansinnen jedoch ab und besiegte die Muslime in der Schlacht von Clavijo. Nach einer weiteren Legende sollen die Herren von Simancas die sieben Jungfrauen ihres Anteils mit abgeschnittenen Händen übergeben haben, was dann zum Krieg und zur maurischen Niederlage bei Clavijo führte.

## Historischer Hintergrund
Unter den Königen Aurelio (768–774), Silo (774–783) und Mauregato (783–788) herrschte Frieden zwischen Asturien und dem Emirat; unter Alfons II. (791–842) begannen wieder die Kämpfe mit den Mauren im Rahmen der Reconquista. Im 12. Jahrhundert wurde in Santiago de Compostela eine angeblich von Ramiro I. im Jahre 844 ausgestellte Urkunde, das Privilegio de los Votos, gefälscht; dort ist erstmals – ohne namentliche Nennung Mauregatos – von einhundert Jungfrauen „von hervorragender Schönheit“ die Rede, fünfzig aus dem Adel und fünfzig aus dem Volk, die angeblich den Mauren jährlich übergeben wurden, wodurch der Frieden erkauft wurde. Dies hätten „faule“, „träge“ christliche Herrscher angeordnet, um so ihrer Pflicht zum Kampf gegen die Muslime auszuweichen. 
Im 13. Jahrhundert übernahmen die Chronisten Lucas von Tui und Rodrigo Jiménez de Rada diese Behauptung und berichteten sie als Tatsache. Beide nannten Mauregato als denjenigen, der den Muslimen Jungfrauen übergab; Lucas ließ diese Praxis schon unter Aurelio beginnen. In der zweiten Hälfte des 13. Jahrhunderts wurde dieser Stoff im Poema de Fernán González literarisch bearbeitet. Dort ist von einhundert Jungfrauen die Rede. Offenbar stammte die Legende aus Kreisen, die die Unterbrechung der Kämpfe durch eine zwei Jahrzehnte dauernde Friedenszeit missbilligten, der Friedenspolitik unlautere Motive unterstellten, sie als Unterwerfung unter das Emirat und als Schmach für die Christen deuteten. Die asturischen Quellen des 9. und 10. Jahrhunderts berichten jedoch weder von einer solchen Unterwerfung noch von Tributzahlungen.

## Nachwirkung
Der spanische Komponist Francisco Asenjo Barbieri widmete dem Thema 1872 die in Madrid uraufgeführte, komisch-burleske Operette „El tributo de las cien doncellas“.
In ihrem 2006 in spanischer Sprache erschienenen Roman La Visigoda verarbeitete die spanische Schriftstellerin Isabel San Sebastián die Legende literarisch.
Jedes Jahr am 1. August wird in Simancas ein Schauspiel zur Erinnerung an diese Legende aufgeführt.